# (109097) Hamuy
(109097) Hamuy est un astéroïde de la ceinture principale.

## Description
(109097) Hamuy est un astéroïde de la ceinture principale. Il fut découvert le 19 août 2001 à Pla D'Arguines par Rafael Ferrando. Il présente une orbite caractérisée par un demi-grand axe de 2,56 UA, une excentricité de 0,15 et une inclinaison de 11,7° par rapport à l'écliptique.

## Compléments